# 沃尔图诺河畔罗凯塔
沃尔图诺河畔罗凯塔（義大利語：Rocchetta a Volturno）是意大利莫利塞大区伊塞尔尼亚省的一个镇，距离大区首府坎波巴索约50公里，距离省首府伊塞尔尼亚约13公里。